# Brooke Townsend
Brooke Townsend es una deportista australiana que compitió en natación. Ganó una medalla de bronce en el Campeonato Pan-Pacífico de Natación de 1997, en la prueba de 1500 m libre.

## Palmarés internacional
| Campeonato Pan-Pacífico | Campeonato Pan-Pacífico | Campeonato Pan-Pacífico | Campeonato Pan-Pacífico |
| Año                     | Lugar                   | Medalla                 | Prueba                  |
| ----------------------- | ----------------------- | ----------------------- | ----------------------- |
| 1997                    | Fukuoka (Japón)         | Medalla de bronce       | 1500 m libre            |